# Egon Tschirch

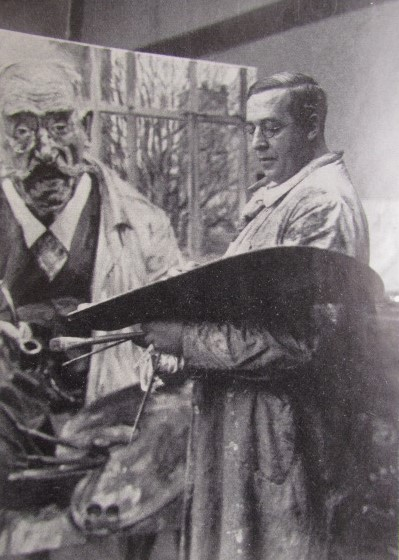
Egon Tschirch 1928 vor Bildnis Prof. Franz Bunke

Julius Louis Hans Egon Tschirch (* 22. Juni 1889 in Rostock; † 5. Februar 1948 ebenda) war ein deutscher Maler und Gebrauchsgrafiker. Er gilt als einer der bedeutendsten Künstler Mecklenburgs und gehörte 1919 zu den Mitbegründern der Vereinigung Rostocker Künstler.

## Leben und Werk

### Kindheit und Jugend
Der älteste Sohn des Goldschmieds Hans Tschirch und dessen Frau Anna (geb. Schulz) wuchs mit seinen drei Brüdern in bürgerlichen Verhältnissen auf. Seine Schulzeit verbrachte er auf der Realschule und dem Gymnasium in der Lindenstraße, dort zeigte sich bereits sein zeichnerisches Talent, er wurde gefördert und erhielt erste Aufträge.

### Ausbildung imDeutschen Kaiserreich

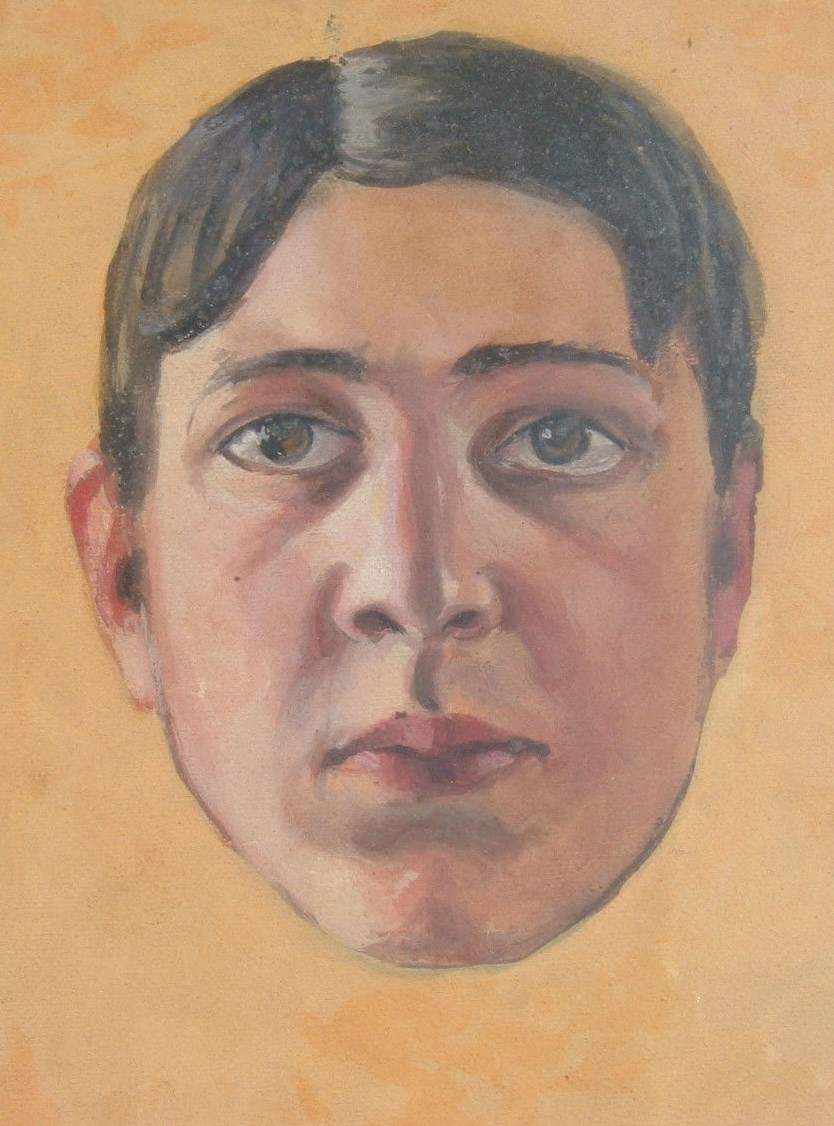
Selbstbildnis (1908)

Von 1907 bis 1912 absolvierte Egon Tschirch in kurzer Zeit drei der damals renommiertesten künstlerischen Ausbildungsstätten in Berlin.

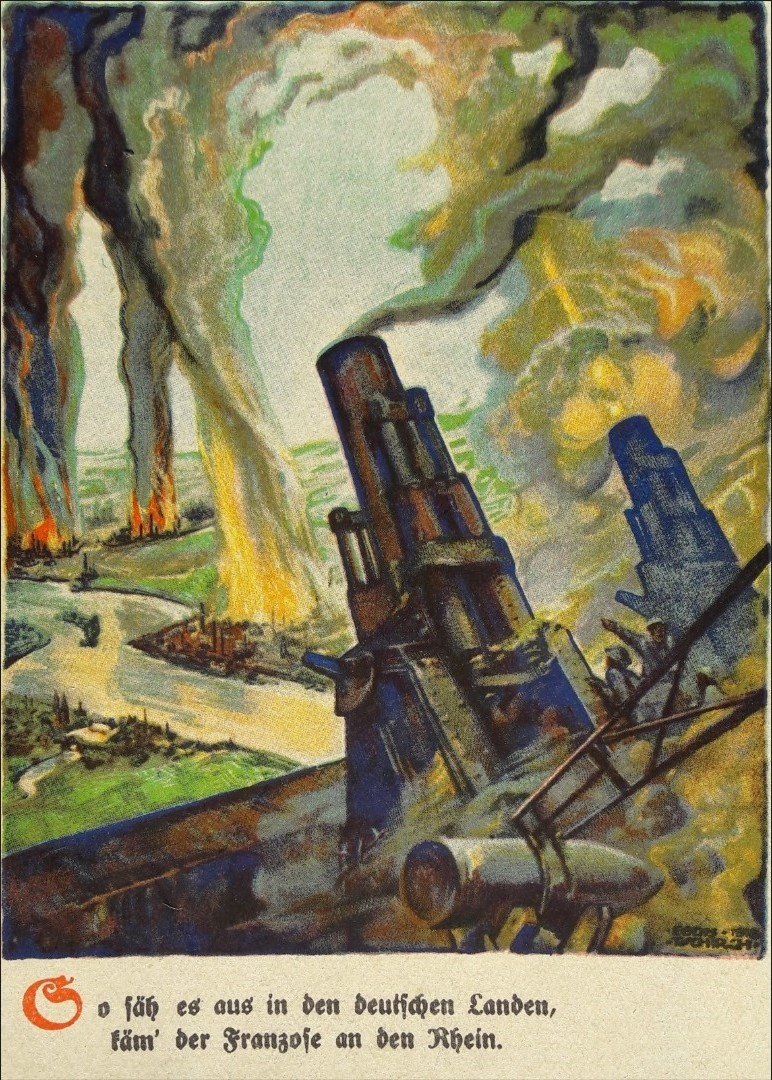
Was der Feind will I (1918)

Zunächst lernte er zwei Semester an der Unterrichtsanstalt des Kunstgewerbemuseums bei Bruno Paul. Zum Wintersemester 1908 wechselte Tschirch an die Königliche Kunstschule zu Viktor Mohn. Im Juli 1910 legte er das Zeichenlehrerexamen erfolgreich ab. 1911 bis 1912 studierte er an der Königlichen Akademie der bildenden Künste bei Anton von Werner. 1913 ließ sich Tschirch in Rostock mit einem Atelier nieder und beschickte erstmals eine Kunstausstellung. Die Erfahrungen einer Studienreise nach Südfrankreich und Tunesien 1914 wurden wegweisend für die charakteristische leuchtende Farbigkeit in seinen folgenden Arbeiten.
Als Soldat im Ersten Weltkrieg mehrmals verwundet, fertigte Tschirch nach seiner Teilgenesung 1917/18 Plakate, Flugblätter und Feldpostkarten für das Kriegspresseamt in Berlin an.  Dieses hatte den Künstler für die Abteilung bildliche Propaganda verpflichtet. In diesem Zusammenhang stehen Durchhalte-Plakate, welche alliierte Kriegsziele in düsteren Farben skizzieren und mit entsprechenden Texten verknüpfen. Nach Kriegsende kehrte er nach Rostock zurück, um dort noch 1918 erneut ein Atelier zu eröffnen.

### Künstlerischer Durchbruch in derWeimarer Republik

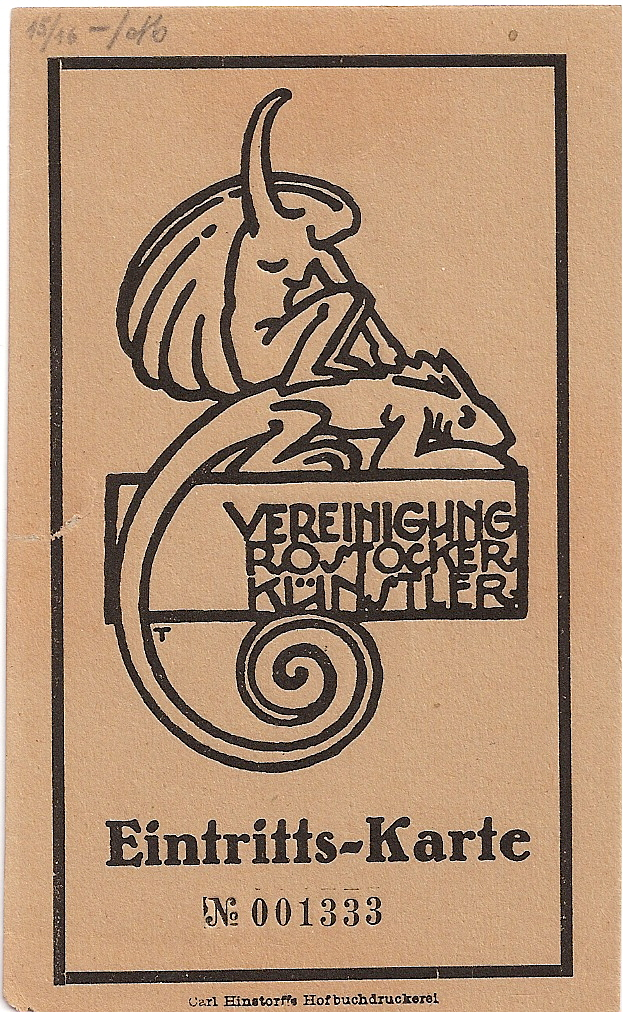
Vereinigung Rostocker Künstler (1919)

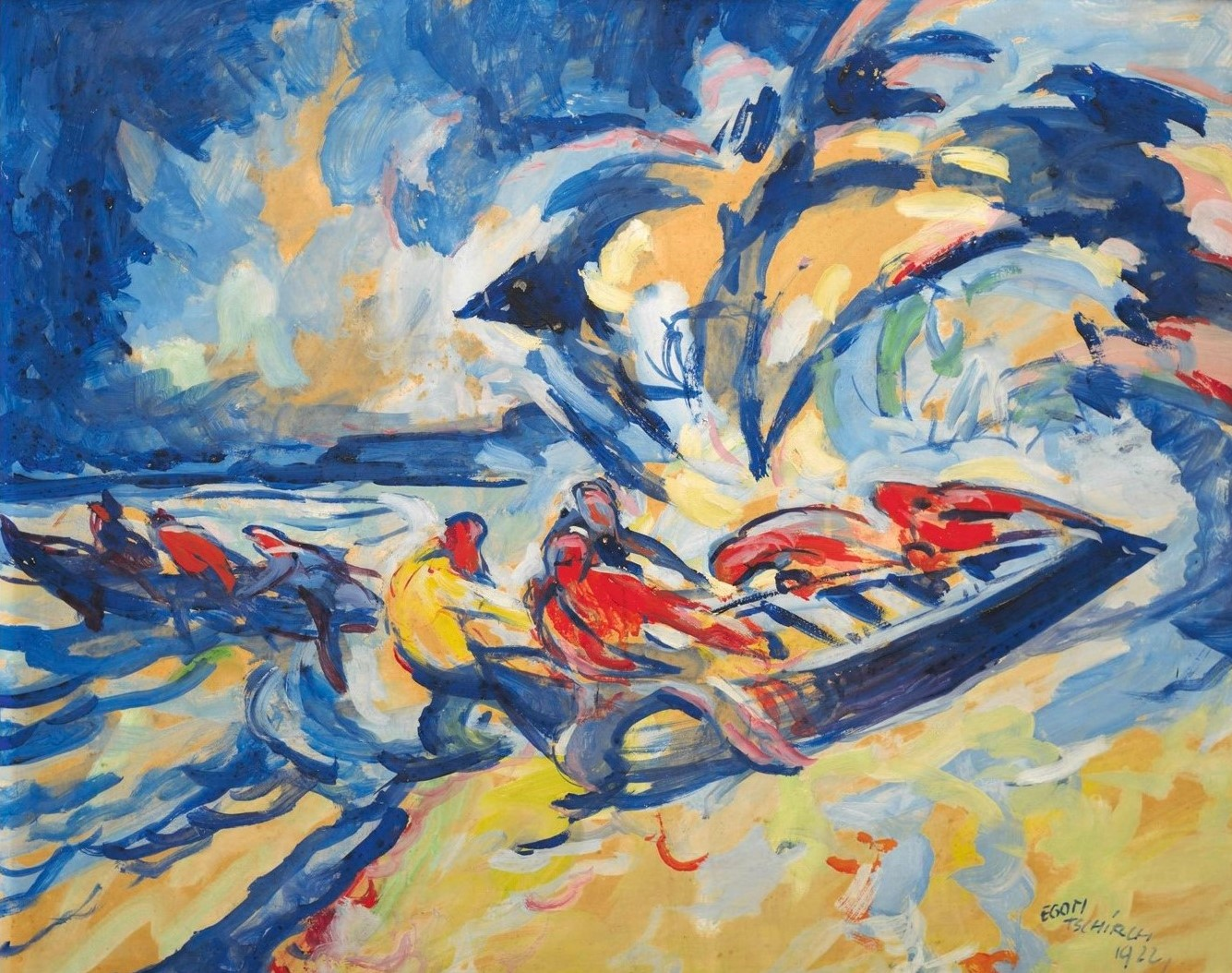
Boote mit Fischern (1922), Kulturhistorisches Museum Rostock

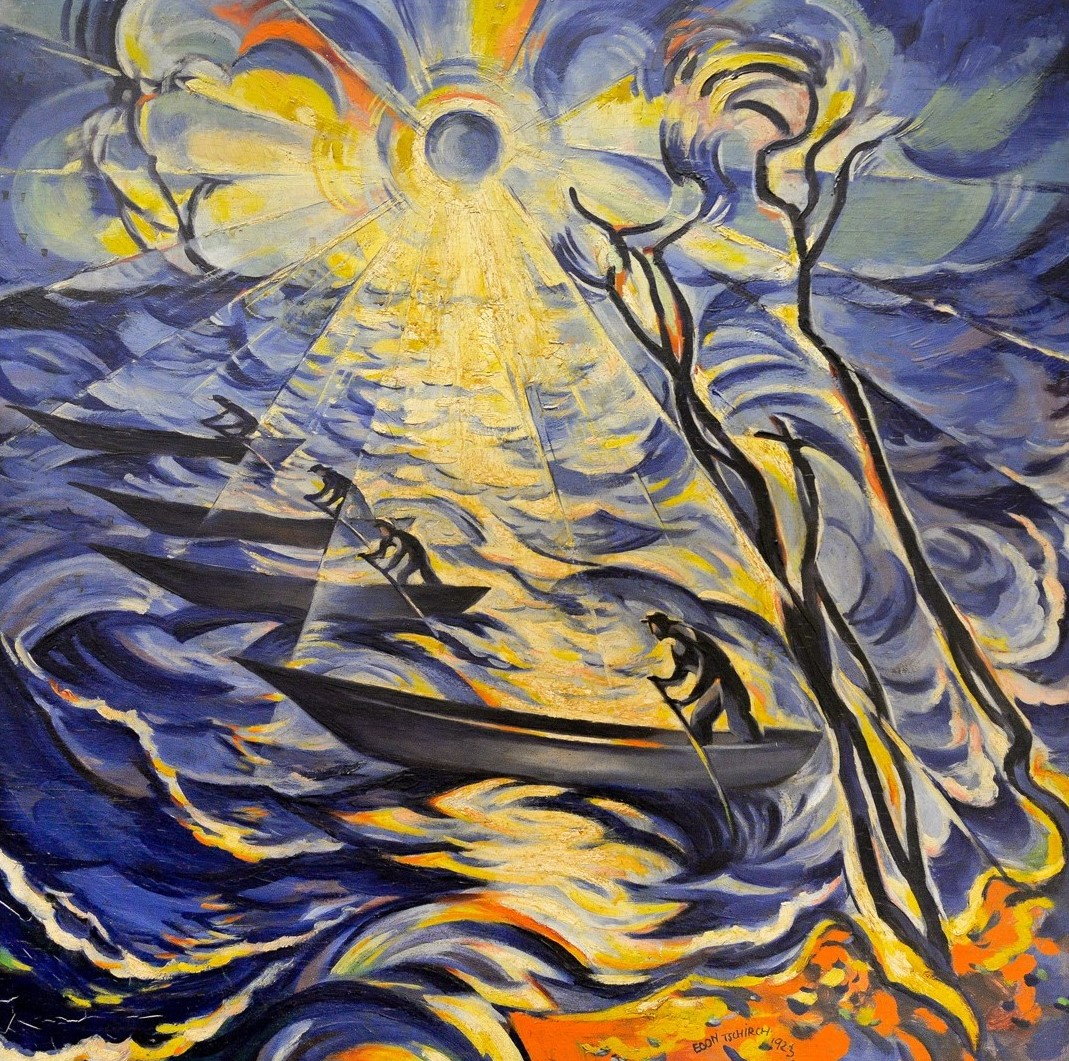
Warnowfischer (1923), Kunsthalle Rostock

Egon Tschirch gehörte 1919 neben Thuro Balzer, Rudolf Bartels, Walter Butzek, Bruno Gimpel und Hans Emil Oberländer zu den Gründungsmitgliedern der progressiven Vereinigung Rostocker Künstler.
Seine wichtigste Schaffensphase umfasst den Zeitraum 1919 bis Ende der 1920er Jahre. Äußerst experimentierfreudig probierte sich Tschirch als Maler in verschiedenen Stilrichtungen aus. Expressive Werke „des viel bewunderten, allerdings auch viel umstrittenen Egon Tschirch“ boten dabei regelmäßig Anlass zu kontroversen Diskussionen.

„Es ist auch diesmal nicht anders, wie auf jeder Tschirch-Ausstellung: stumm und starr einzelne Besucher, entsetzte Mienen bei anderen, fluchtartiges Verlassen des Lokals und bissige Bemerkungen auch bei sonst ernstgerichteten Menschen. Im Gegensatz dazu wieder Besucher, die in der kleinen Ausstellung stundenlang und mit größtem Genuß verweilen können und die wiederholt ihren Weg dahinnehmen.“

Herausragende Beispiele dieser Schaffensphase sind die Gemälde Boote mit Fischern (1922) im Rostocker Kulturhistorischen Museum und Warnowfischer (1923) in der Kunsthalle Rostock.

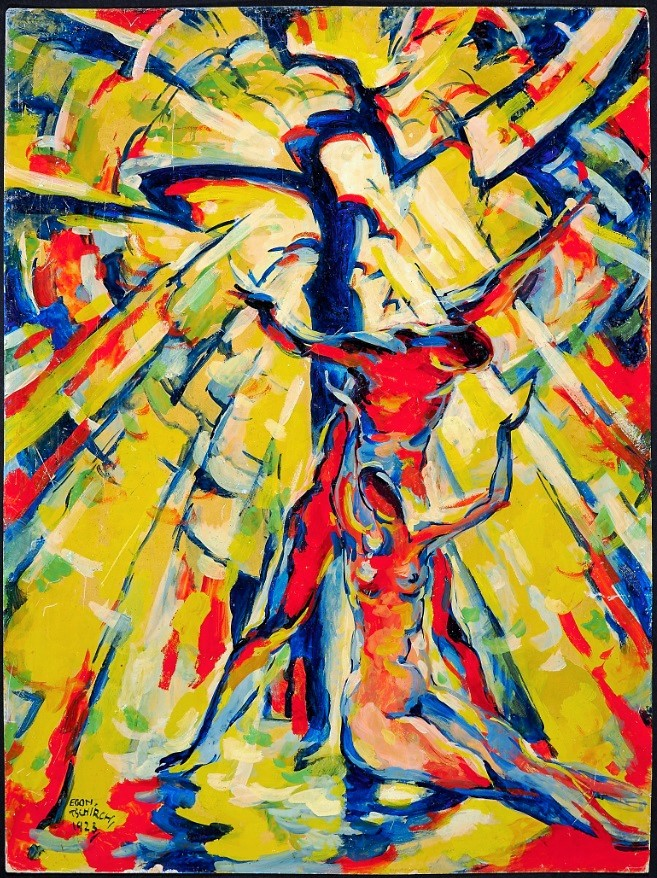
Das Hohelied Salomos (1923)

1923 schuf Tschirch seinen expressionistischen Bilderzyklus zum Hohelied Salomos.
Auf dem Höhepunkt seines Schaffens betrachtete man ihn 1928 als „gegenwärtig stärkste Malerpersönlichkeit Mecklenburgs“, der mit Oskar Kokoschka verglichen wurde und dessen Bilder im Landesmuseum Schwerin Werken von Lovis Corinth gegenübergestellt wurden.

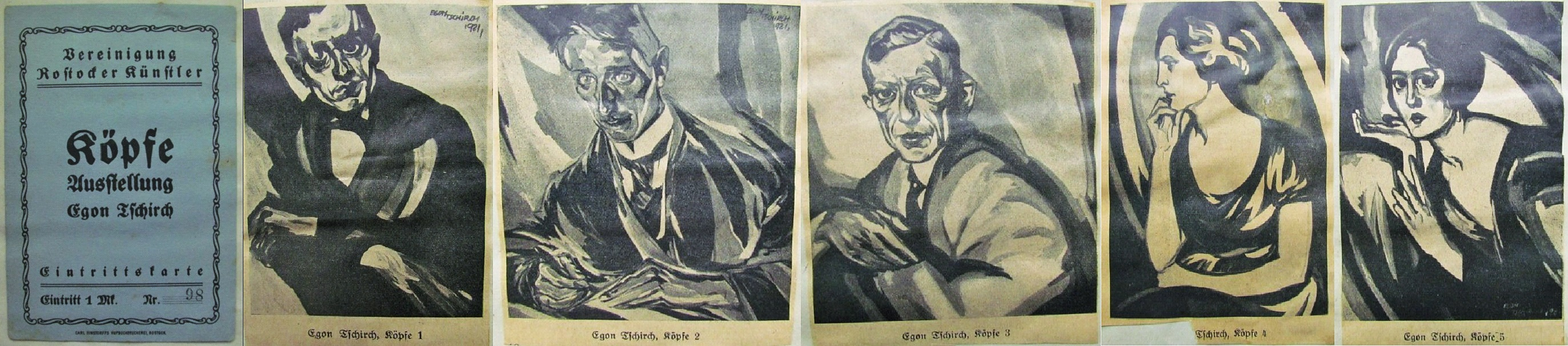
Köpfe (1921)

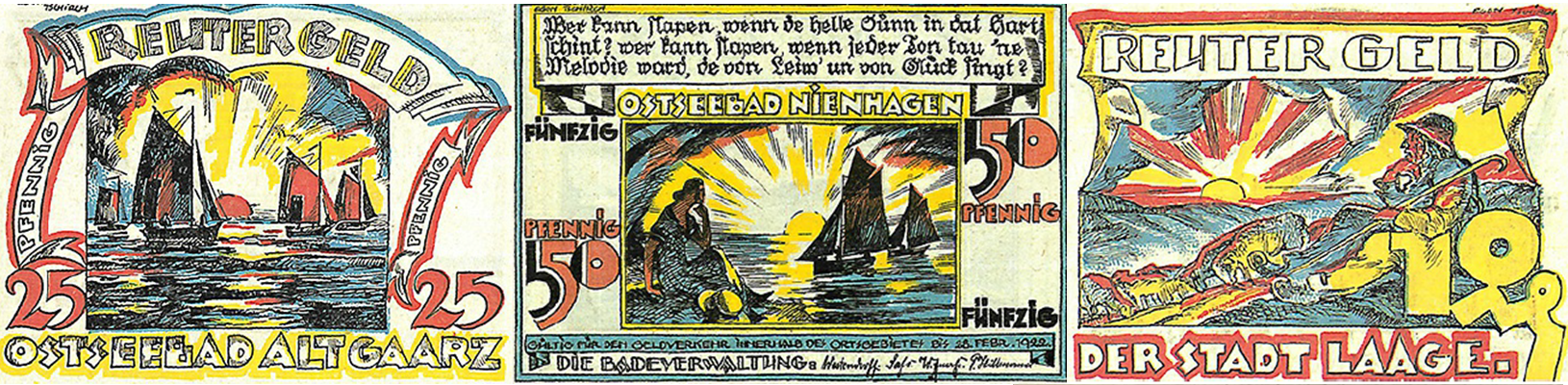
Reutergeld (1922)

Tschirch gilt auch als Meister der Porträtkunst, der Charakter- und Wesenszüge der Dargestellten äußerst prägnant erfassen konnte. Etliche Persönlichkeiten des Rostocker und Mecklenburger Bürgertums sind von ihm porträtiert worden. Exemplarisch dafür stehen die Bildnisse „Peter E. Erichson“ (1919), „Max Samuel“ (1920) und zwanzig nur mit Nummern bezeichnete „Köpfe“ (1921).
Der gleichermaßen schöpferische Gebrauchsgrafiker Tschirch illustrierte eine große Anzahl von Büchern und entwickelte sowohl das erste Verlagssignet des Hinstorff Verlages als auch das Emblem M&O für die Rostocker Brauerei Mahn & Ohlerich. In den Jahren der Weltwirtschaftskrise 1921–1922 entwarf er im Auftrag mecklenburgischer Städte als einer von fünf Künstlern Notgeldscheine – das sogenannte Reutergeld.

### Stagnation in der Zeit desNationalsozialismus

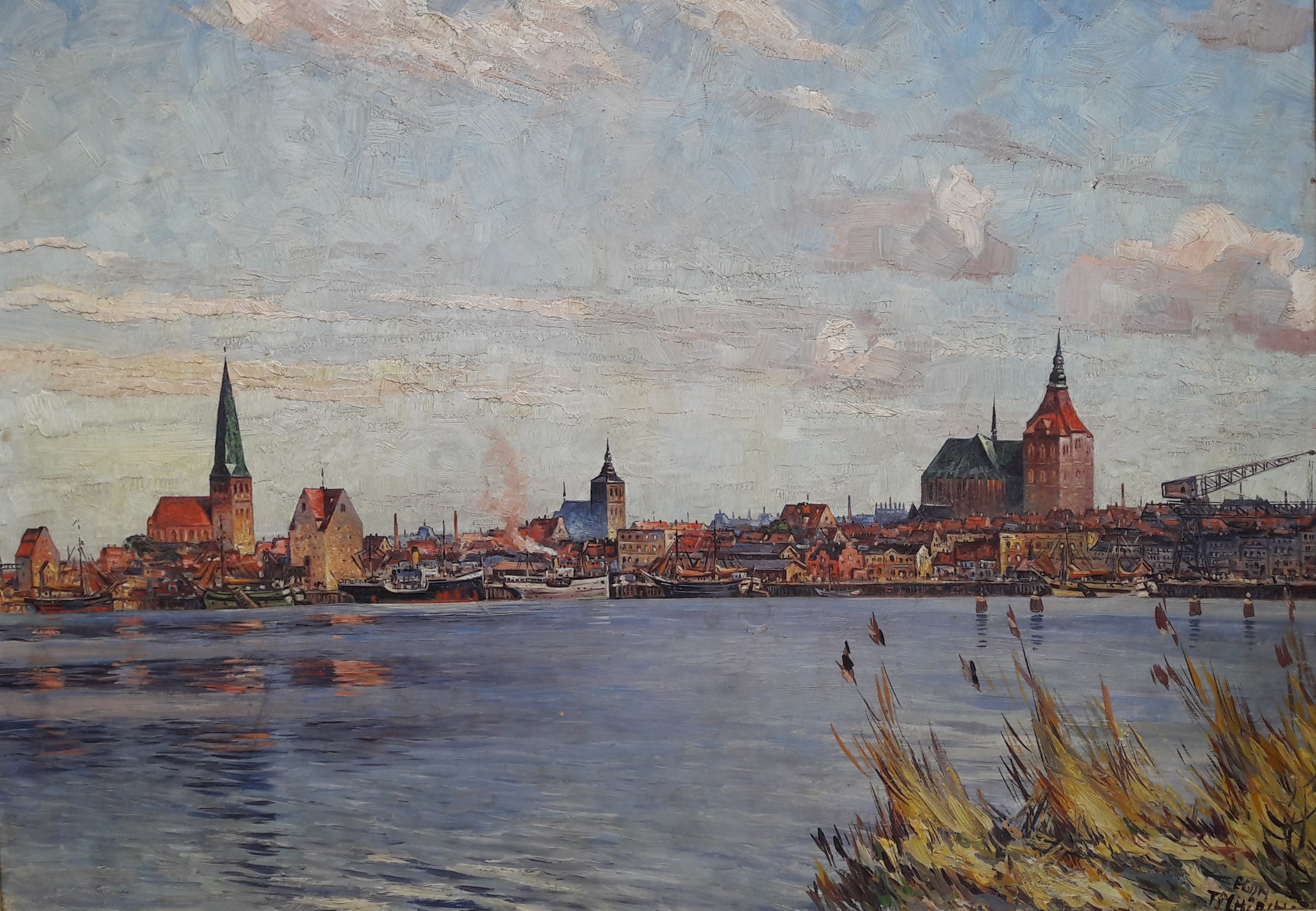
Rostock (1936)

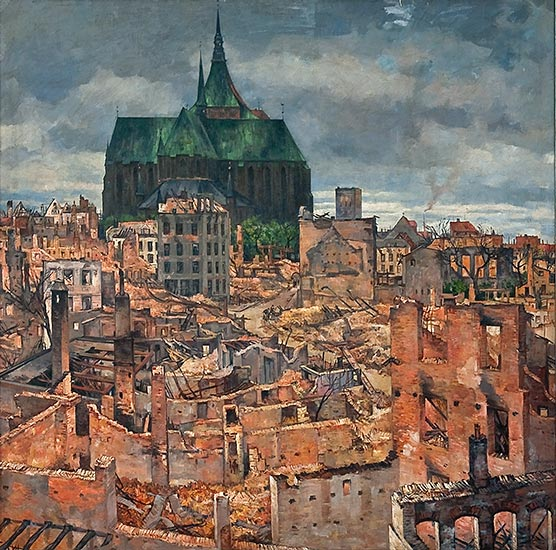
Die zerstörte Stadt (1942), Marienkirche Rostock

Seit Beginn der 1930er Jahre blieb jedoch eine künstlerische Weiterentwicklung aus. Sein Stil – jetzt sachlich und realistisch – passte gut in die Zeit. Tschirch sympathisierte mit dem aufkommenden Nationalsozialismus und trat für einige Jahre der NSDAP bei. Er war Mitglied der Reichskammer der bildenden Künste. Belegt ist 1934 in Dortmund seine Teilnahme an der „Deutschen Frühjahrsausstellung des Kampfbunds für deutsche Kultur, Ortsgruppe Dortmund“. Die öffentliche Wahrnehmung des Malers wurde durch Auftragsarbeiten gesteigert. Diese trugen zur Erhaltung seines Wohlstands bei, brachten aber auch den Ruf der Nähe zum NS-Regime.
Dessen ungeachtet kamen im Sommer 1937 Diskussionen auf, ob Werke von Anfang der 1920er Jahre als „entartet“ eingeordnet werden sollten. Fürsprecher im Schweriner Landesmuseum verhinderten dies.
In Anbetracht der fast kompletten Zerstörung seiner Heimatstadt im Jahr 1942 hielt Tschirch die Ruinen Rostocks mit der daraus emporragenden Marienkirche auf einem großformatigen Gemälde fest. Seine noch zum Kriegsbeginn bestehende Zuversicht wandelte sich fortan in Resignation und innere Distanzierung von der nationalsozialistischen Führung.

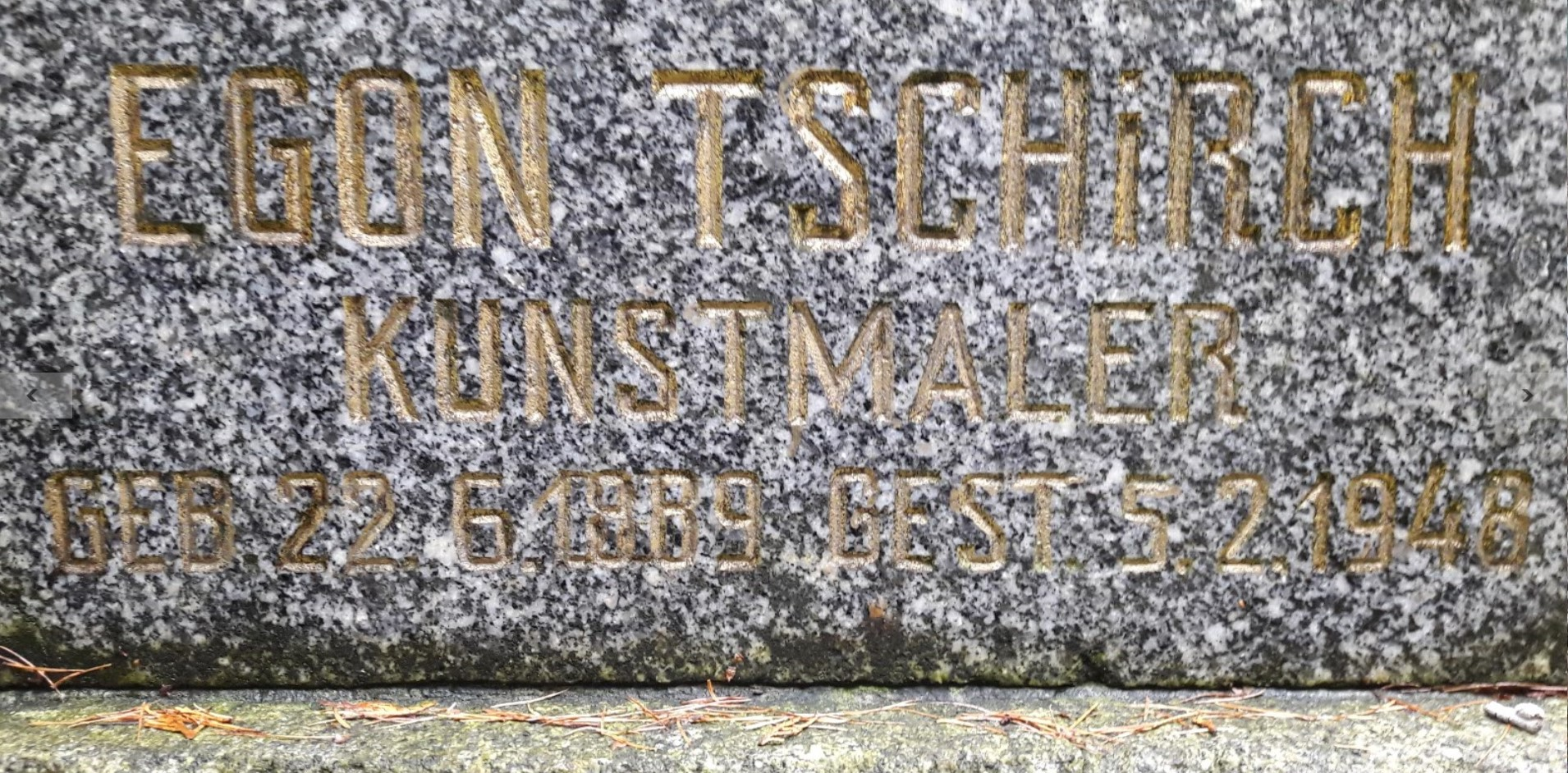
Grab, Neuer Friedhof Rostock

### Letzte Jahre in dersowjetischen Besatzungszone
Nach Kriegsende 1945 konnte Tschirch die Malerei erneut als Brotberuf ausüben. Der Realismus in seinen Arbeiten wurde von den sowjetischen Siegern ebenso geschätzt. So fertigte er neben Stadtansichten, Stillleben und Landschaftsbildern jetzt auch Porträts sowjetischer Führer an.
Jutta Adler, seit 1920 Lebensgefährtin, Muse und Modell des Künstlers, starb am 23. Oktober 1946 im Alter von 43 Jahren an Herzversagen. Die Beziehung blieb kinderlos, Tschirch zog sich zunehmend in sich zurück, ein Lungenleiden machte ihm zusätzlich zu schaffen. Egon Tschirch starb 1948 im Alter von 58 Jahren. Sein Grab befindet sich auf dem Neuen Friedhof in Rostock (Feld F 37).

## Rezeption
Da sich Tschirch sowohl im Kaiserreich als auch im Nationalsozialismus integrierte, wurde er in der DDR mit Vorsicht behandelt und geriet weitgehend in Vergessenheit. Lediglich 1951 gab es im Rostocker Museum eine Gedächtnisausstellung. Anlässlich seines 100. Geburtstages 1989 erfolgte keine Ehrung.
Seit Mitte der 1990er Jahre wird das Werk Egon Tschirchs wieder verstärkt wahrgenommen. Dabei stehen die 1920er Jahre als bedeutendste Schaffensphase im Fokus der Aufarbeitung. 1998 und 2015 fanden Sonderausstellungen im Kulturhistorischen Museum Rostock statt. 2016 wurde das Porträt „Max Samuel“ nach 65 Jahren wieder der Öffentlichkeit gezeigt. 2017 wurde erstmals seit 1924 der wiederentdeckte Bilderzyklus vom „Hohelied Salomos“ im Kunstmuseum Ahrenshoop zur Schau gestellt. Anlässlich einer umfangreichen Werkschau in Rostock erschien 2020 die erste Monografie über den Künstler.
Mit Mechthild Mannewitz lebt in Rostock die einzige Künstlerin, die Schülerin bei Egon Tschirch war.
Das Kulturhistorische Museum Rostock besitzt heute den bundesweit größten Bestand an Werken.
Weitere Bilder findet man im Staatlichen Museum Schwerin, in der Kunsthalle Rostock, im Kunstmuseum Ahrenshoop, im Deutschen Historischen Museum Berlin, im Folkwang Museum Essen, in Leipzig und Stralsund.

## Galerie

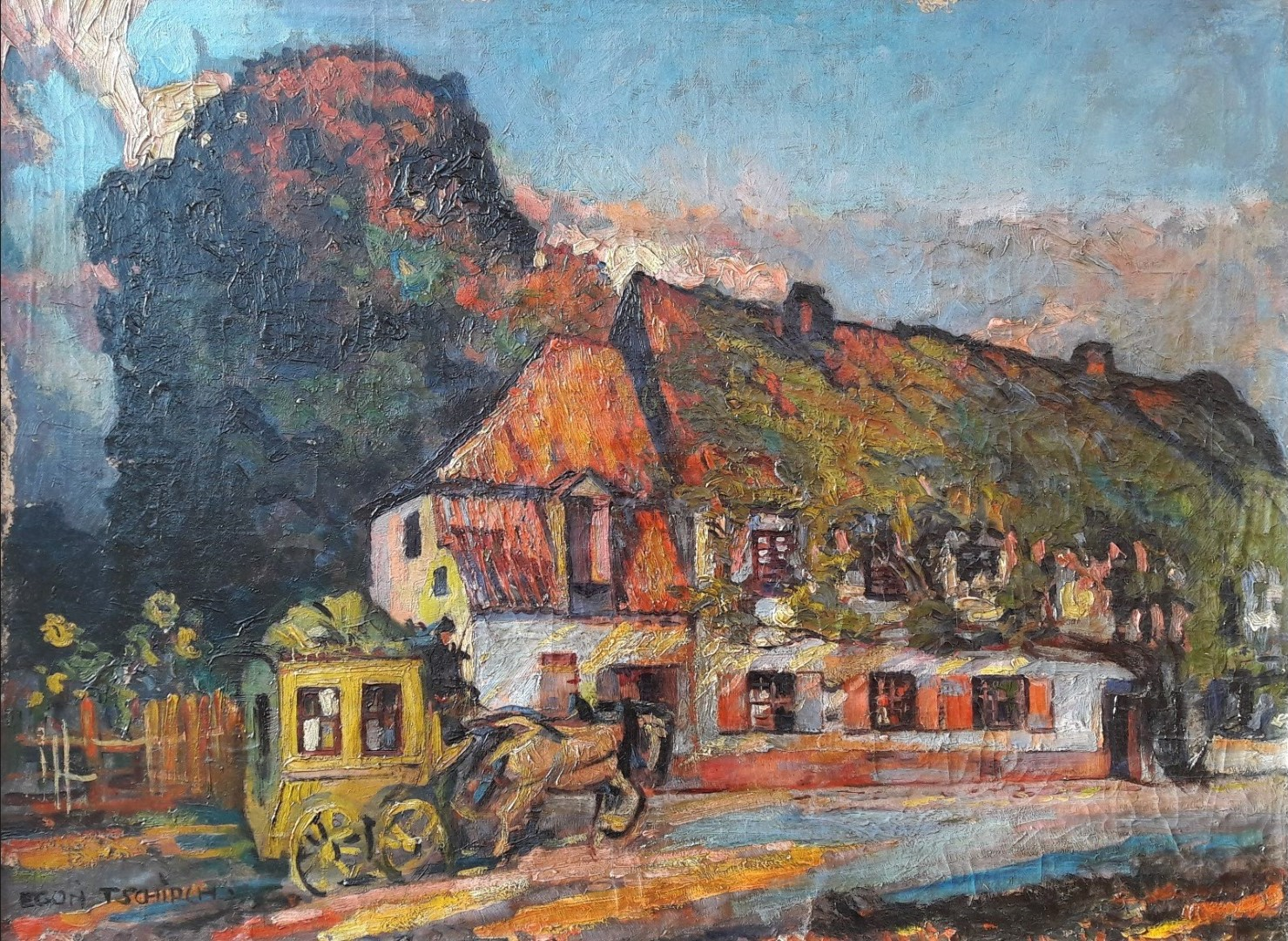
Weisses Kreuz (1913)
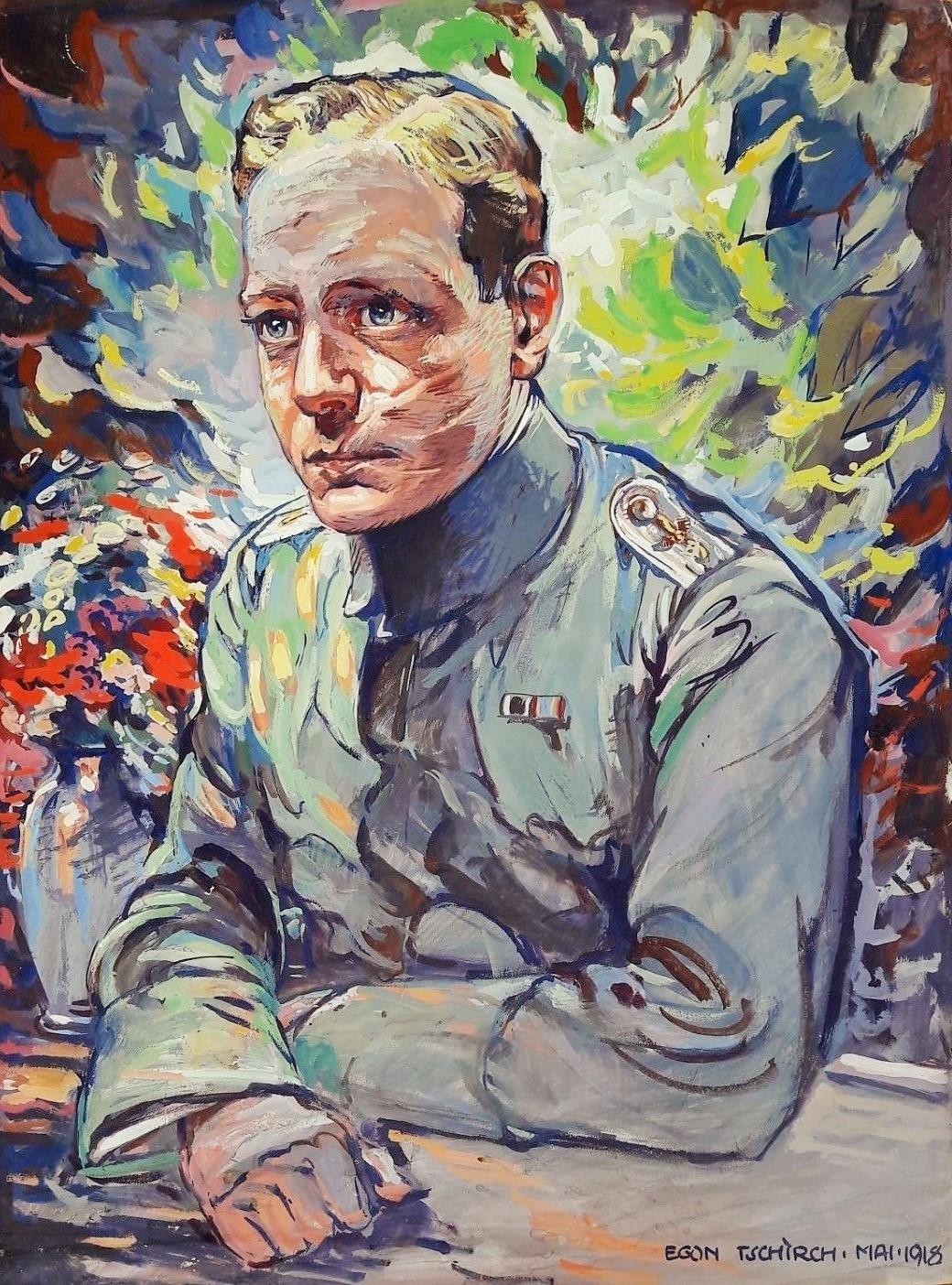
Hans Tschirch †1918 (1918)
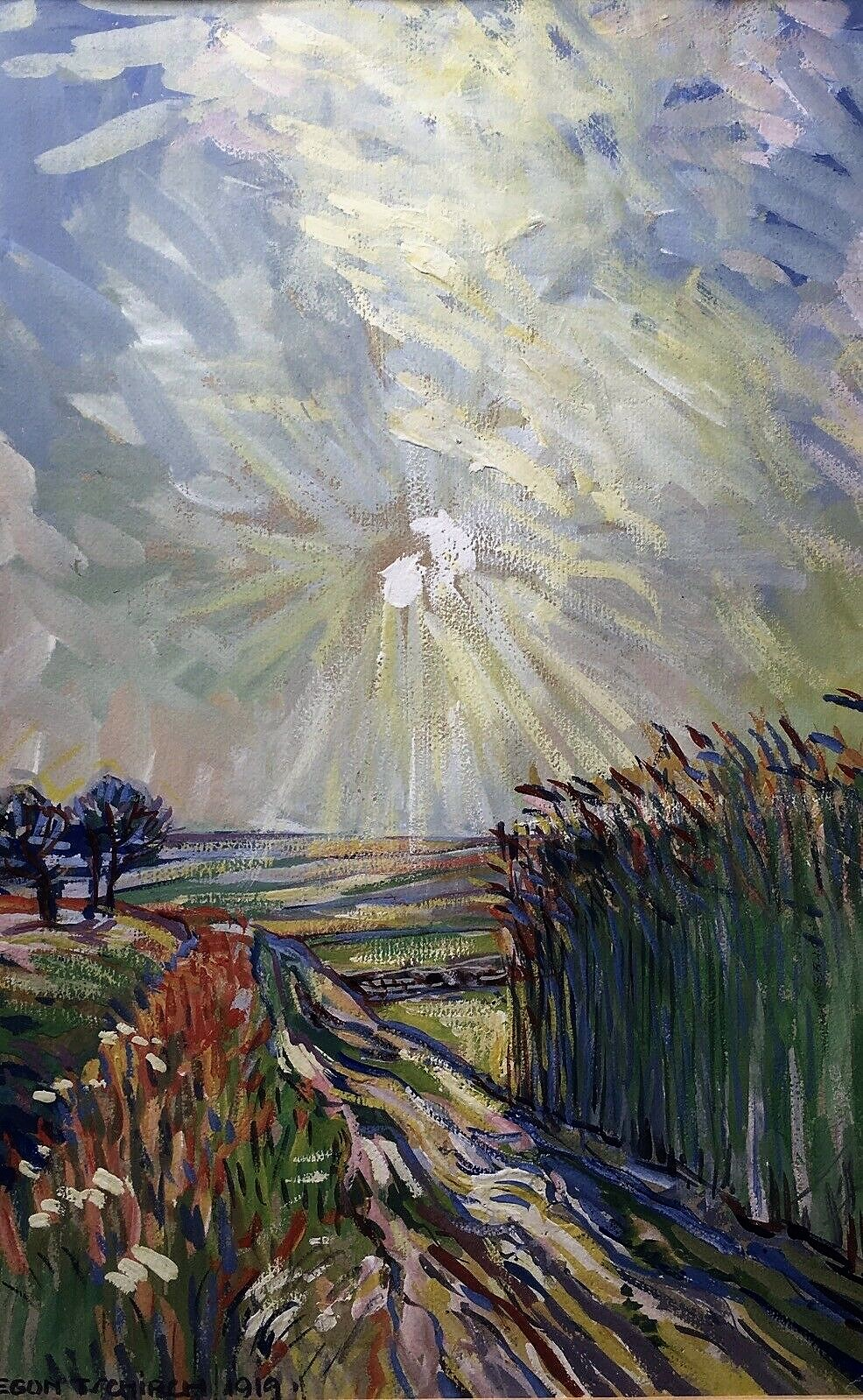
Sommertag (1919)
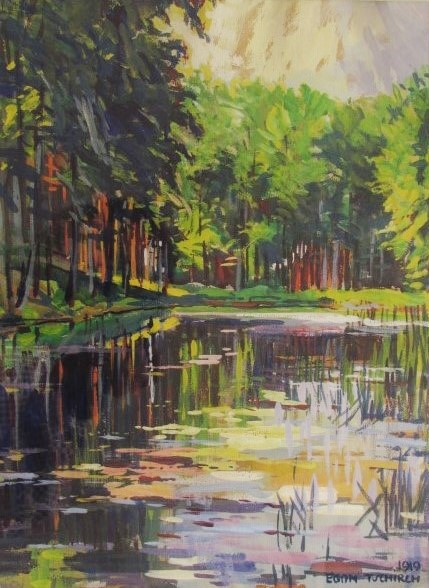
Hütter Wohld (1919)
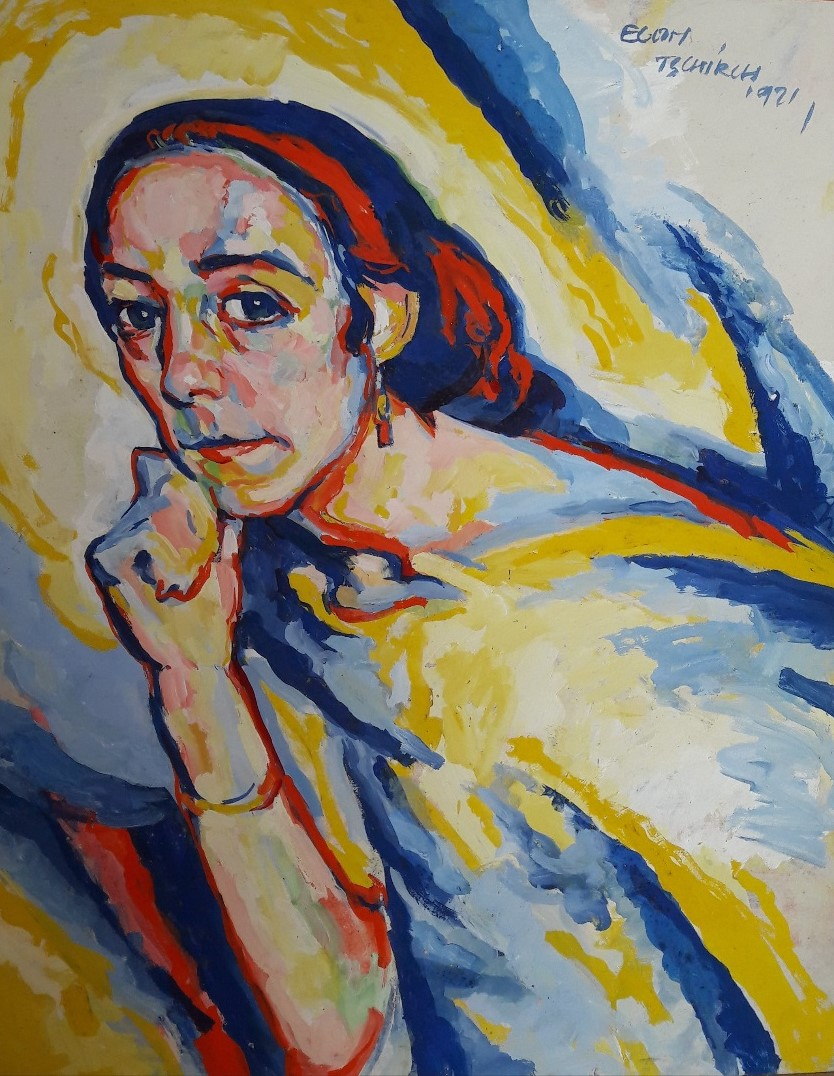
Line Ristow – Köpfe (1921)
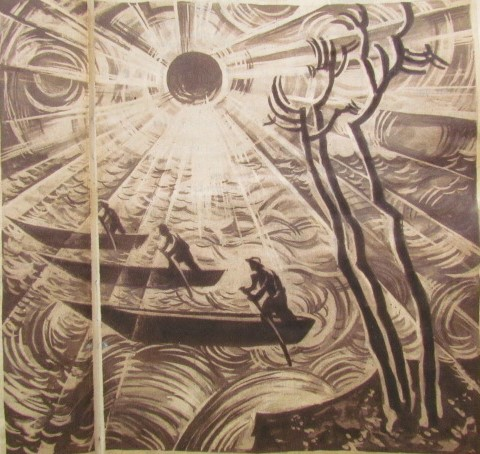
Studie zu Warnowfischer (1923)
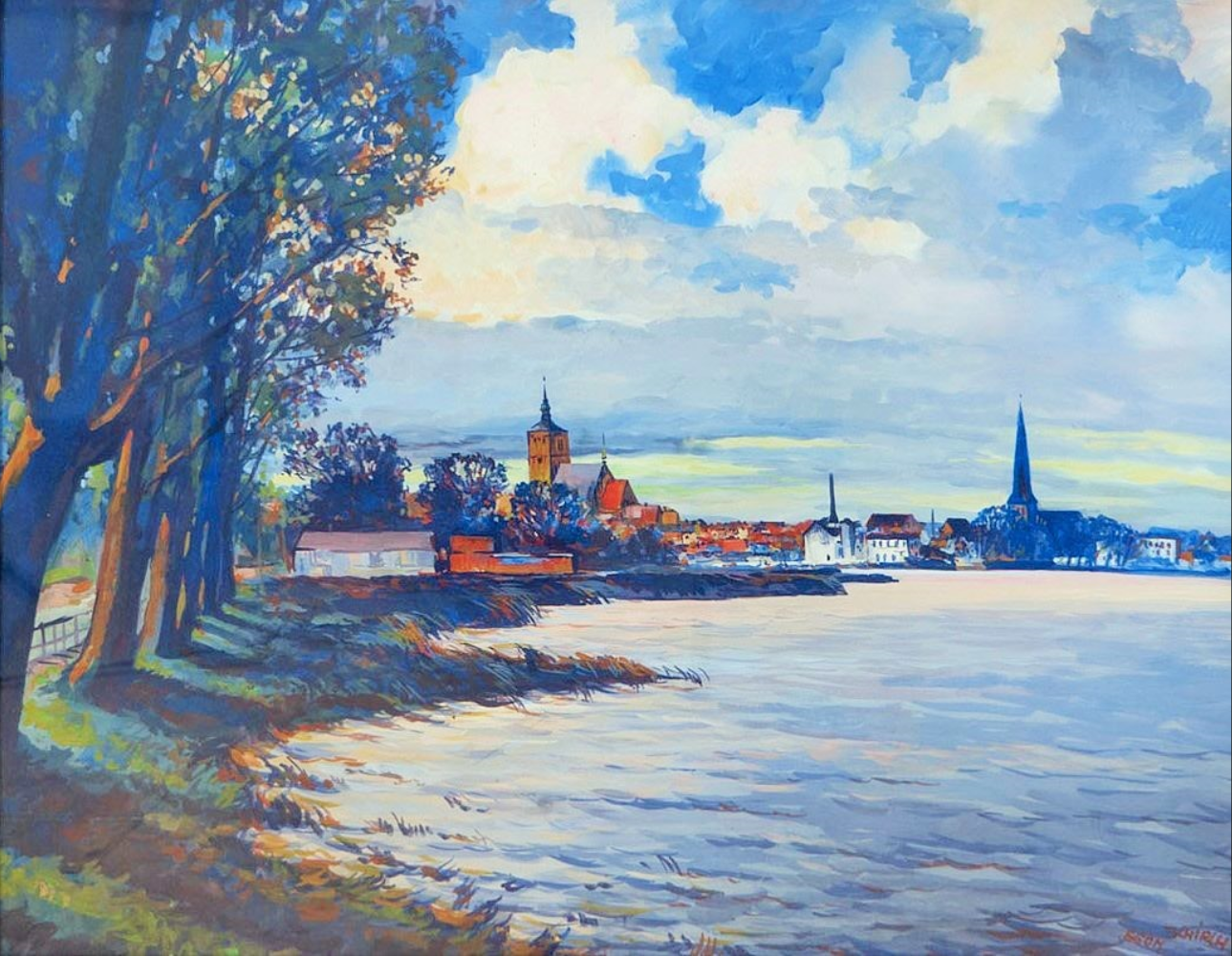
Rostock – Blick vom Mühlendamm (o. J.)
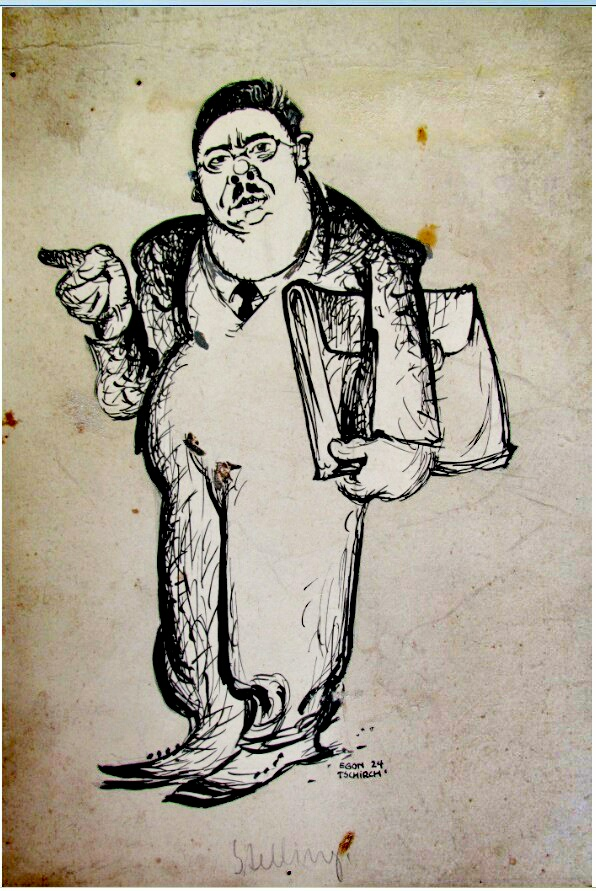
Johannes Stelling (1924)
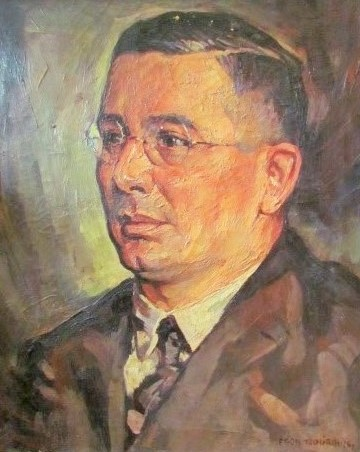
Selbstporträt (1926)
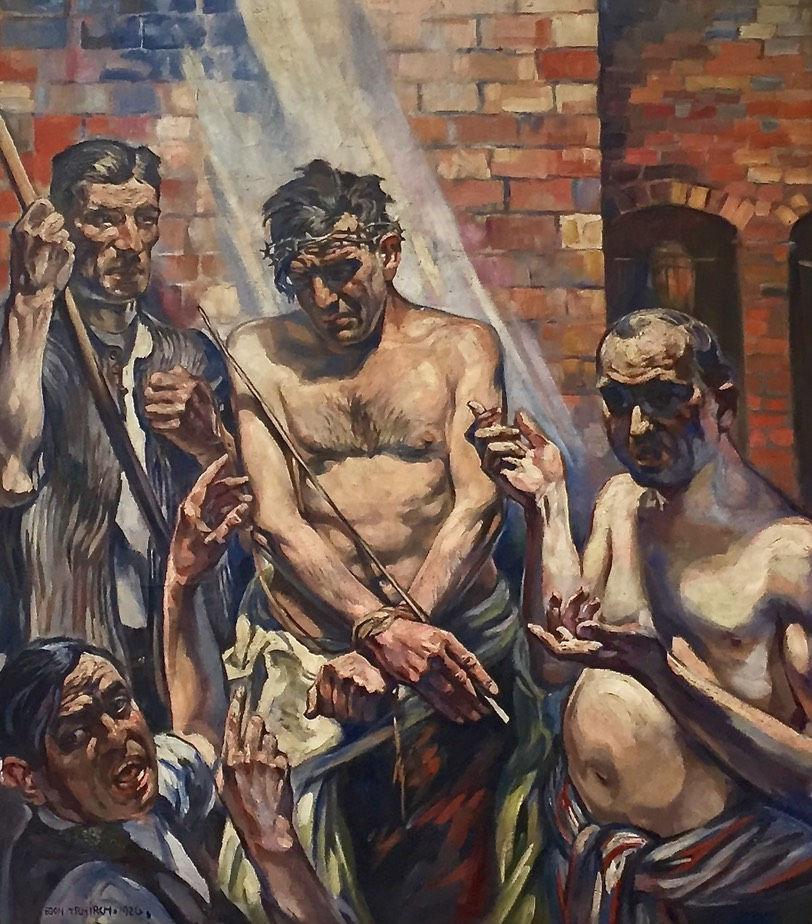
Ecce homo (1926)
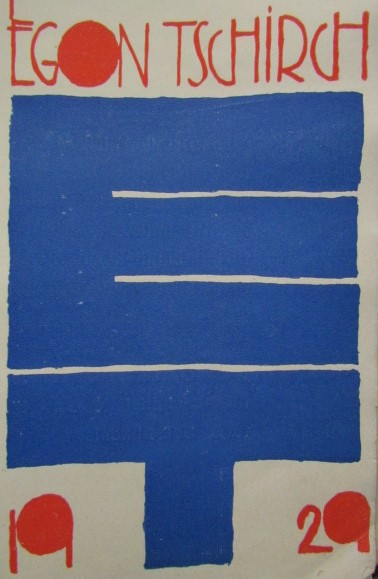
Titelseite Ausstellung (1929)
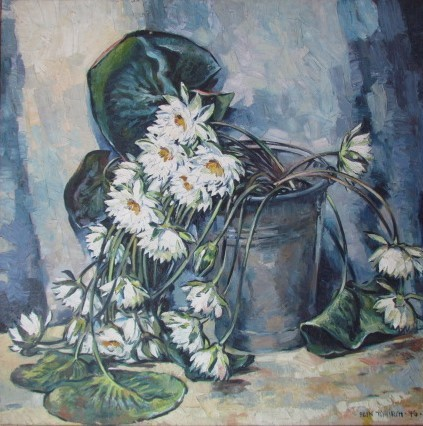
Seerosen (1946)

## Öffentlich zugängliche Werke
- Blick vom Mühlendamm auf Nikolai- und Petrikirche (o. J.), Kulturhistorisches Museum Rostock
- Peter E. Erichson (1919), Hinstorff Verlag
- Max Samuel (1920), Kulturhistorisches Museum Rostock; Reproduktion im Max-Samuel-Haus Rostock
- Großvater P. Erichson (1921), Staatliches Museum Schwerin
- Boote mit Fischern (1922), Kulturhistorisches Museum Rostock
- Warnowfischer (1923), Kunsthalle Rostock
- Das Hohelied Salomos, Blatt 2 & Blatt 11 (1923), Kunstmuseum Ahrenshoop
- Finanzminister Hans Hennecke, Karikatur (1924) (Reproduktion), Waren/Müritz in ehemaliger Löwen-Apotheke (heute Touristinformation)
- Ecce homo – Jesus mit Dornenkrone (1926), Marienkirche Rostock
- Geheimrat Dr. Albert Peters, Direktor der Augenklinik (1932), Universitätsaugenklinik Rostock
- Rostock vom Gehlsdorfer Ufer (1936), Rathaus Rostock
- Ernst Ratschow (1937) & Clara Ratschow (1938), Stadtbibliothek Rostock
- Blumenstillleben (1940), Musikgymnasium Käthe Kollwitz Rostock
- Die zerstörte Stadt (1942), Marienkirche Rostock